# Seven Mile Bridge
Le Seven Mile Bridge (« pont des sept milles »), est un ouvrage d'art de l'U.S. Route 1, appelée Overseas Highway, dans les Keys de Floride aux États-Unis. Un ouvrage précédent, destiné à une ligne ferroviaire, et baptisé "Old Seven Mile Bridge" a assuré le trafic routier jusqu'en 1982, année de mise en service du nouveau pont. 

## Histoire
Après que la ligne ferroviaire de l'Overseas Railroad a été endommagée en 1935, par l'ouragan de la Fête du travail, la ligne est vendue au gouvernement des États-Unis, qui la rénove pour une utilisation automobile: des sections sont ajoutées à partir de 1935 pour l'élargir au trafic. Les rails démontés sont recyclés, peints en blanc et utilisés comme garde-corps. Il dispose d'une travée pivotante pour permettre le passage des bateaux dans le canal Moser de l'Intracoastal Waterway, près de l'endroit où le pont traverse Pigeon Key, une petite île qui abritait un camp de travail pour le chemin de fer de Henry Flagler. L'ouragan Donna en 1960 a causé de nouveaux dégâts.
Le pont routier actuel a été construit de 1978 à 1982, il évite Pigeon Key.
La grande majorité du pont d'origine existe toujours, bien que le pont tournant ait été supprimé. La section de 5,8 miles entre Little Duck Key et Pigeon Key est coupée au sud de cette île et ne sera pas remise en service. La section de 2,2 miles entre  Pigeon Key et Knight's Key (Marathon), utilisée comme jetée de pêche et ouverte longtemps aux véhicules motorisés pour donner accès à l'île, a été fermée à la circulation motorisée en 2008 après que certaines sections ont commencé à s'affaisser. À partir de 2015, la section reste ouverte aux piétons et aux cyclistes. En 2014, le ministère des Transports de la Floride a approuvé un plan de 77 millions de dollars pour restaurer cette section qui sera rouverte en 2022.

## Ingénierie
L'ingénierie de l'ancien pont est due à Clarence S. Coe (en).
Le nouveau pont est une structure à poutres-caissons construite à partir de sections préfabriquées en béton précontraint, comprenant 440 travées. Près du centre, le pont s'élève en arc de cercle pour offrir un dégagement de 65 pieds (20 m) pour le passage des bateaux. Le reste du pont est considérablement plus proche de la surface de l'eau. Le nouveau pont ne traverse pas Pigeon Key.
La longueur totale du nouveau pont est en fait de 35 862 pi (10 931 m) ou 6,79 miles (10,93 km), et est plus courte que l'original. Le pont porte l'aqueduc des Keys de la Floride, fournissant l'eau aux points occidentaux, aussi bien que les câbles de fibre optique, fournissant des télécommunications vers et à partir des "Lower Keys".
Chaque mois d'avril, le pont est fermé pendant environ deux heures et demie le samedi pour permettre la Seven Mile Bridge Run, une «course amusante» de quelque 1 500 coureurs. L'événement a démarré en 1982 pour commémorer l'achèvement d'un programme de construction de ponts financé par le gouvernement fédéral (remplacement des travées que le magnat du pétrole Henry Flagler a construites au début des années 1900 pour servir de fondation à son projet Overseas Railroad).
Le Seven Mile Bridge a été conçu par Figg & Muller Engineers (qui a également conçu le pont Sunshine Skyway, beaucoup plus grand). La structure a été achevée six mois plus tôt que prévu et a remporté huit prix, dont un prix exceptionnel pour l'innovation en matière d'économies de coûts de la Federal Highway Administration.

## Géographie
Le pont traverse une passe entre le golfe du Mexique et le détroit de Floride, reliant Knight's Key (qui fait partie de la localité de Marathon) dans les Middle Keys à Little Duck Key dans les Lower Keys. 

## Architecture
D'une longueur de 10 887,5 mètres soit 6,765 miles, il compte parmi les plus longs ponts du monde lors de sa construction, en 1982. 

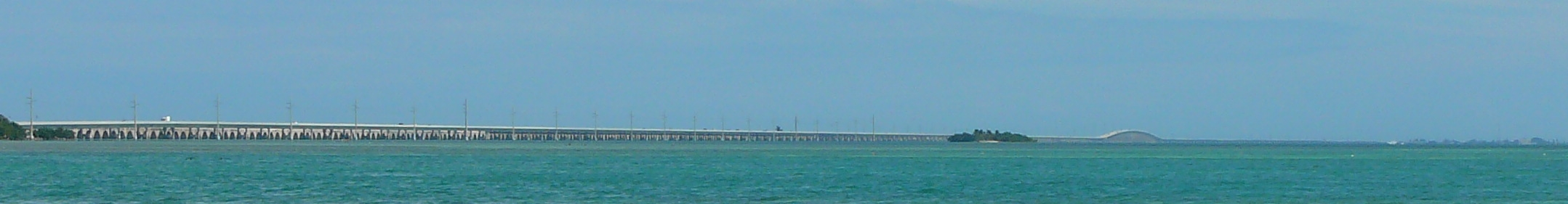
Le Seven Mile Bridge vu depuis Ohio Key.

## Cinéma
Le Seven Mile Bridge a figuré dans de nombreux films tels que James Bond Permis de tuer, True Lies, 2 Fast 2 Furious et Mission Impossible III.